# 天六地五
“天六地五”分类法是先秦时期人们对自然界事物进行归类的方法，最早见于《国语·周语》记载 “天六地五，数之常也，经之以天，纬之以地”，“天六”是前后左右上下6个空间方位，“地五”是东南西北中5个空间方位，是借数理来说明世界的一般规律，随后逐渐延伸为时空哲学与象数思维的元素，代表自然界不可违背的秩序。《左传·昭公元年》最先将该分类法应用于中医学，以“天六地五”分析其病因“天有六气，降生五味，发为五色，征为五声，淫生六疾”，“五运六气”的划分也逐渐渗透入中医基础理论的构建之中，因人体的经脉就有了6条阳脉、5条阴脉。

## 发展渊源
基于古人对阴阳、五行的认识，及对天圆地方的了解，数字“五、六”很早就与天地进行联系，并烙上了阴阳、五行的印记，对中国文化的诸多方面产生了重要的影响。天地阴阳思维构筑了中医的雏形，春秋战国之际，出于对天地的崇拜而兴起的"天地阴阳""天六地五"以及"三材"之学，是在天地阴阳主导下的阴阳、五行结合的雏形，也是中医理论形成之初的文化基础。此时天道阴阳的圆周复杂，已由刚开始“阴阳、风雨、晦明”的阴阳相对理论发展为阴阳精气一上一下、圆周循环的往复理论，地道五行的皆有分职已从刚开始的“五色、五声、五味”升华为五行的分类思想，在“天六地五”完成对中医理论框架的影响后，形成了中医以五、六为格局、十一为大数的理论框架，并因此结合发展出经脉与脏腑相结合的医学体系。

## 成就
天六地五作为中国古代的常用分类法，广泛应用于各领域，以使人事顺应天地之道。如《黄帝四经·度万》记载：“五音六律，稽从身出，五五二十五以理天下，六六三十六以为岁式”，亦如历法中的十天干、十二地支正是五与六的倍数，数字“五、六”早已因与天地、阴阳、五行的联系而成为古人的方法论。“天六地五”模式对中医理论框架的影响具有决定性的作用，如《马王堆医书》所记载的手六、足五的十一经脉，《灵枢·阴阳系日月》所记载的阳六经、阴五经，其他诸如五脏六腑、五运六气，无不彰显“天六地五”对中医理论体系构建的纲领性作用。